# Scotopteryx sandalica
Scotopteryx sandalica är en fjärilsart som beskrevs av Karl Schawerda 1913. Scotopteryx sandalica ingår i släktet backmätare, och familjen mätare. Inga underarter finns listade.